# Guido Mazenta
Guido Mazenta (Milano, ... – Venezia, 11 febbraio 1613) è stato un nobile e politico italiano.

## Biografia
Figlio di Ludovico e di sua moglie, Caterina Bottigella, Guido Mazenta studiò al collegio Borromeo di Pavia laureandosi nel 1584 e venendo ammesso al collegio dei giureconsulti di Milano nel 1586. Nel 1589 divenne prefetto della fabbrica dell'erigenda Basilica di San Lorenzo a Milano, occupandosi attivamente del progetto elaborato proprio in quell'anno per la cupola di detta chiesa da Martino Bassi.
Nel 1598 fu tra coloro che predisposero il necessario per accogliere a Milano l'imperatrice Margherita d'Austria al suo passaggio. Nel 1600 venne eletto tra i sessanta decurioni dell'amministrazione milanese e nel 1605 venne prescelto a ricoprire la carica di vicario di provvisione. 
Interessato di architettura, venne consultato per la costruzione del Duomo nuovo di Brescia nel 1603 ed il cardinale Federigo Borromeo lo interessò per la fabbrica della Biblioteca Ambrosiana (1605).
Si trasferì a Venezia nel 1608 al seguito di altri letterati milanesi e si attivò personalmente per la fondazione dell'Accademia dell'Aurora, orientata al mondo dell'arte e della pittura (1610). Alla sua morte, avvenuta a Venezia l'11 febbraio 1613, fece un lascito alla fabbrica del Duomo di Milano affinché si predisponesse l'insegnamento della scultura.